# Fresneda de Cuéllar
Fresneda de Cuéllar es un municipio de la provincia de Segovia, comunidad autónoma de Castilla y León, España. Tiene un área de 11,56 km².
Pertenece a la Comunidad de Villa y Tierra de Cuéllar, estando situado en el Sexmo de La Mata, en la comarca denominada El Carracillo, siendo uno de los municipios más representativos de la misma, donde abundan los cultivos de hortalizas.
En la zona abundan las lagunas y las riberas que permiten el desarrollo de pastos para la ganadería. En los últimos años se han instalado numerosas actividades ganaderas, y también destaca dentro de la provincia, por su producción de piñones al estar encuadrado en la comarca Tierra de Pinares, que se transforman y comercializan en su mayoría en localidades de la provincia de Valladolid.

## Geografía
| Noroeste: Chañe           | Norte: Chañe | Noreste: Chañe   |
| Oeste: Íscar (Valladolid) |              | Este: Samboal    |
| Suroeste: Samboal         | Sur: Samboal | Sureste: Samboal |

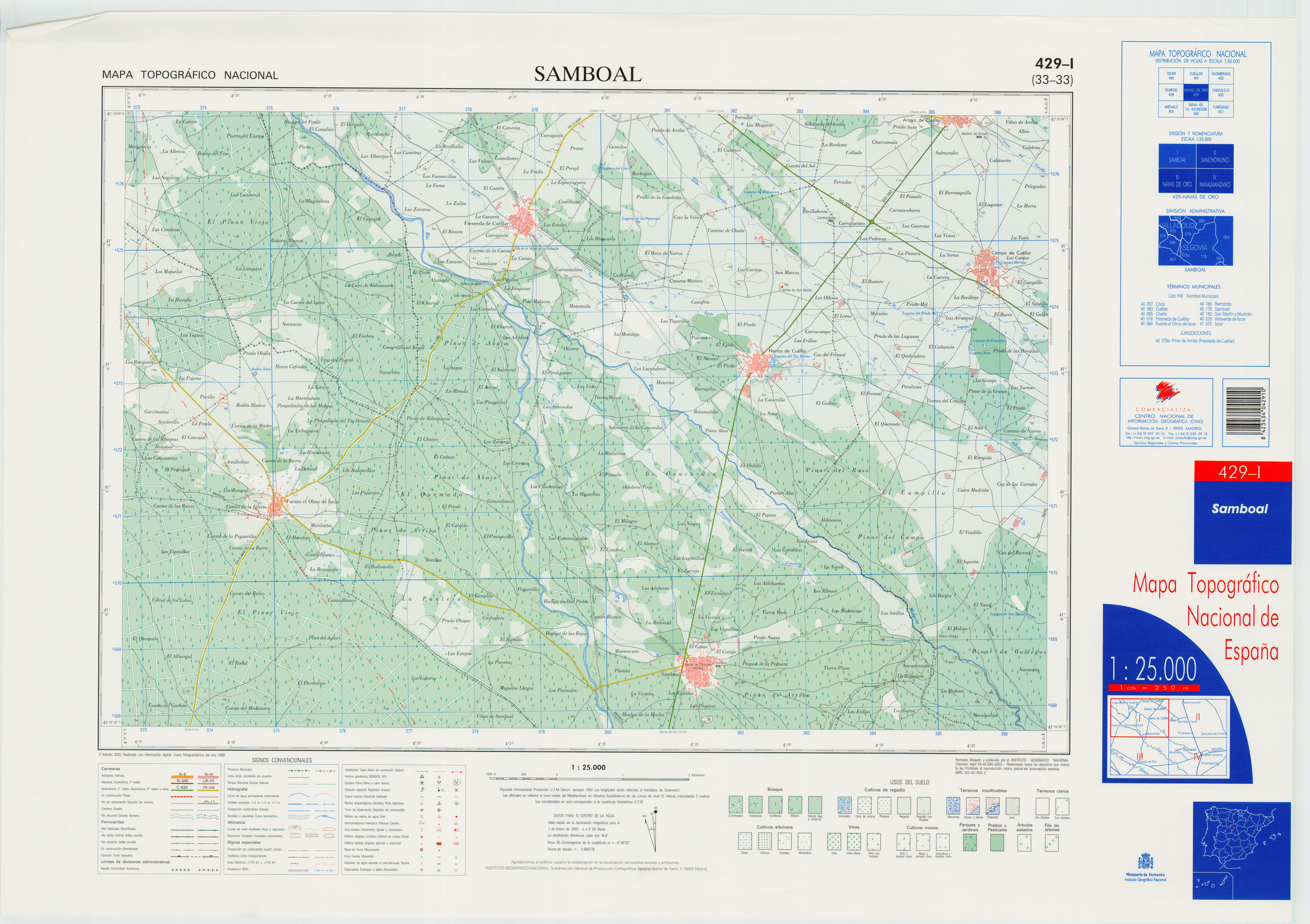
Fragmento de la hoja 429 del Mapa Topográfico Nacional de España de 2002 en
el que se representa Fresneda de Cuéllar

Excluido el exclave de El Pinar de Arriba.

## Historia
El nombre de la localidad hace referencia a un lugar de abundantes fresnos.
Integrado en el Sexmo de La Mata de la Comunidad de Villa y Tierra de Cuéllar con origen en el último cuarto del siglo XI.
En su término existieron los despoblados de:
- Alcuerna, de cuya iglesia queda la ermita de Nuestra Señora del Rosario (41°18′54″N 4°24′3.5″O / 41.31500, -4.400972) en el pago conocido como El Cuerno
- Olivera (41°18′02″N 4°23′46″O / 41.30056, -4.39611)
- Las Pesqueras (41°17′40″N 4°27′16″O / 41.29444, -4.45444).

## Geografía humana

### Demografía
Cuenta con una población de 170 habitantes (INE 2024).
| Gráfica de evolución demográfica de Fresneda de Cuéllar entre 1842 y 2021                                                                                     |
| |
| Población de derecho según los censos de población del INE Población de hecho según los censos de población del INEEn este censo se denominaba Fresneda: 1842 |

| 246           | 232 | 222 | 210 | 201 | 195 | 194 | 174 | 176 | 166 | 163 | 172 |
| (Fuente: INE) |     |     |     |     |     |     |     |     |     |     |     |

## Administración y política
| Periodo   | Nombre                     | Partido                                |
| --------- | -------------------------- | -------------------------------------- |
| 1979-1983 | Virgilio Aceves Velilla    | A.E.                                   |
| 1983-1987 | Martiniano Martín Lajo     | PSOE                                   |
| 1987-1991 | Mercedes Sastre Pinilla    | PSOE                                   |

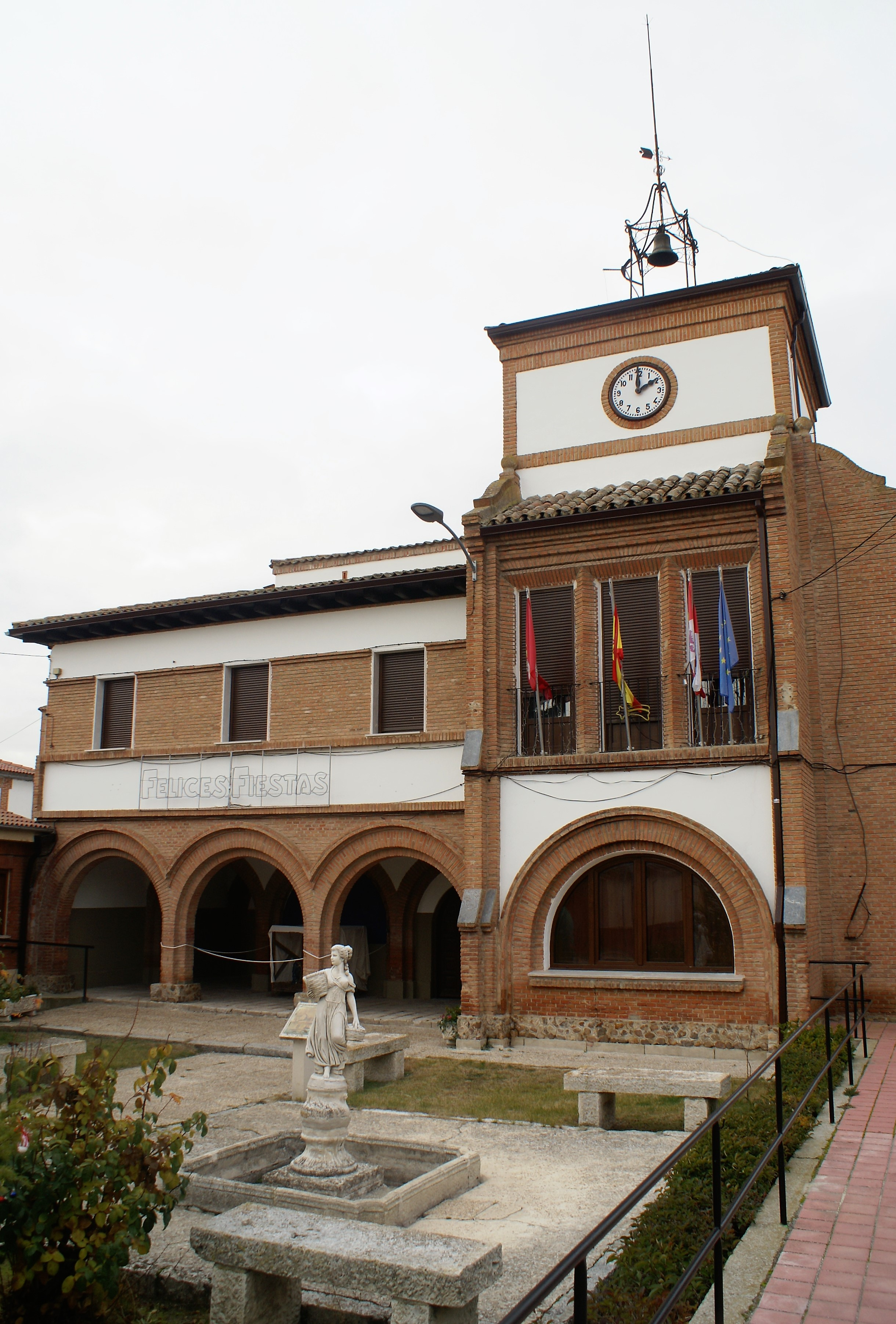
Casa consistorial

| 1991-1995 | Leónides González Albertos | PSOE                                   |
| 1995-1999 | Leónides González Albertos | PSOE                                   |
| 1999-2003 | Jesús Ángel Muñoz Albertos | Independiente                          |
| 2003-2007 | Gregorio Sastre Pinilla    | Independiente                          |
| 2007-2011 | Gregorio Sastre Pinilla    | Agrupación Ind. de Fresneda de Cuéllar |
| 2011-2015 | Gregorio Sastre Pinilla    | Agrupación Ind. de Fresneda de Cuéllar |
| 2015-2019 | Gregorio Sastre Pinilla    | Agrupación Ind. de Fresneda de Cuéllar |
| 2019-2023 | Gregorio Sastre Pinilla    | Agrupación Ind. de Fresneda de Cuéllar |
| 2023-act. | Luis Miguel Muñoz Muñoz    | Agrupación Ind. de Fresneda de Cuéllar |

## Monumentos y lugares de interés

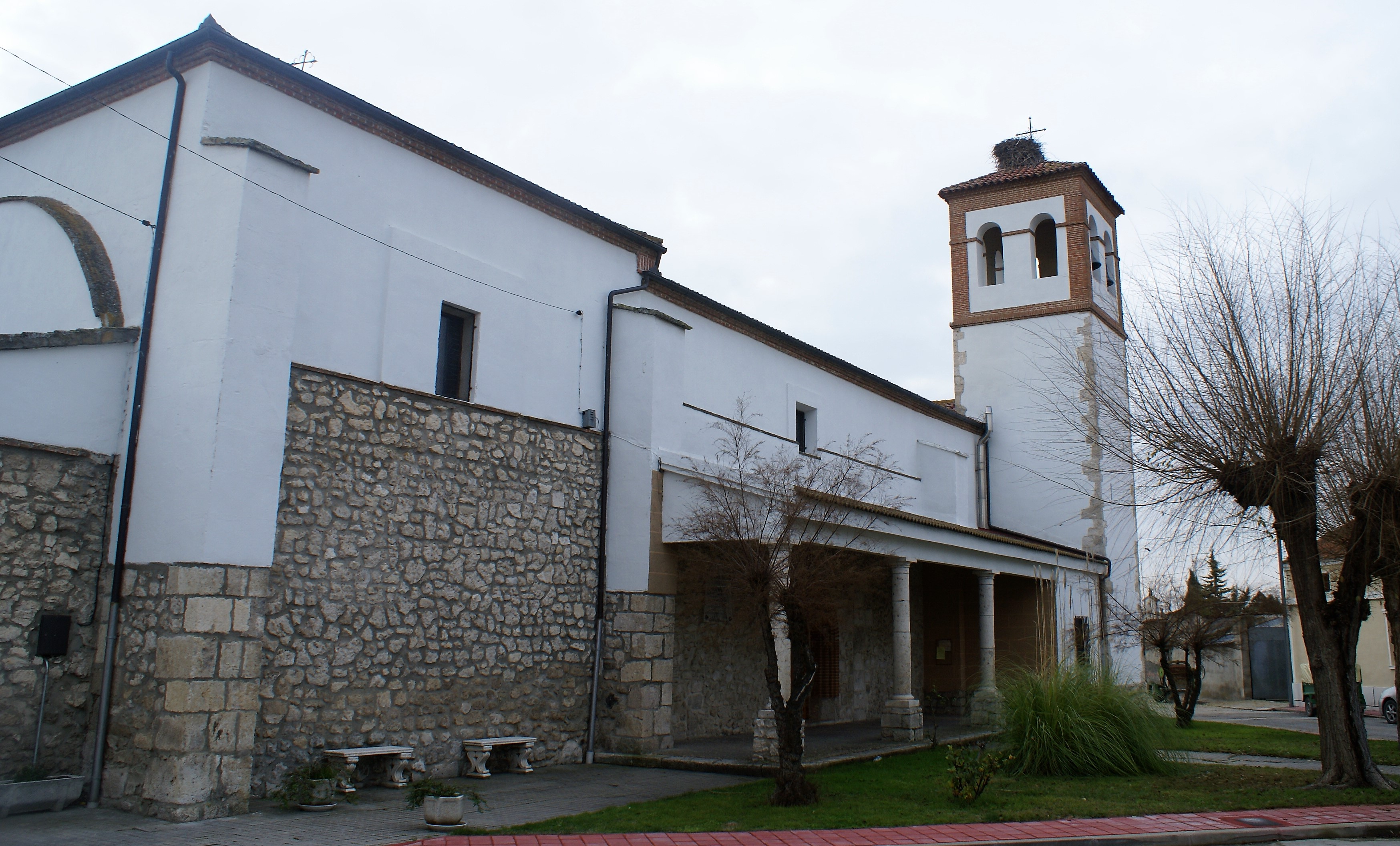
Iglesia de Nuestra Señora de la Visitación

La iglesia está dedicada a Nuestra Señora de la Visitación. Se trata de un edificio construido en gran parte en mampostería, en el que se aprecian remodelaciones de época moderna. Una torre prismática se alza a los pies del templo, que se remata con campanario de ladrillo de época moderna. Dentro del templo se conservan, entre otras obras de arte, un cáliz y una concha bautismal realizadas por orfebres de Valladolid hacia 1700. También se halló otro cáliz del siglo XVI, actualmente localizado en Madrid.
En las inmediaciones del pueblo, en un montículo y junto a la carretera que une Fresneda de Cuéllar con Fuente el Olmo de Íscar, se encuentra la ermita de Nuestra Señora del Rosario, antigua iglesia del despoblado de Alcuerna, donde se dice que Teodosio el Grande, emperador de Roma nacido en Ciudad de Cauca mandaba enterrar a las víctimas de las batallas romanas.

## Cultura

### Fiestas
Se celebran fiestas patronales en honor a Nuestra Señora del Rosario el primer domingo de octubre, y el 2 de julio en el de Nuestra Señora de la Visitación.
Con motivo de estas últimas, se organiza en el municipio el festival FresneRock. Entre los muchos grupos que han actuado en el festival, cabe destacar Segismundo Toxicómano, Vantroi, y Los Muertos de Cristo. 
Gran asistencia tiene también la popular paellada que se celebra al día siguiente en el parque. Como cierre de fiestas, tiene lugar el Tradicional Festival Local, en el que se pueden contemplar actuaciones teatrales, musicales y humorísticas, cuyos participantes son los propios habitantes del municipio, entre muchas otras actividades festivas.
Una semana después se celebra el Homenaje a Nuestros Mayores, en el que cada año rinden homenaje al hombre y la mujer más ancianos del pueblo que no hayan recibido un homenaje anteriormente, así como a los matrimonios que cumplen sus bodas de oro.
Igualmente los vecinos celebran las fiestas menores en honor a Nuestra Señora del Rosario, que tienen lugar el primer fin de semana de octubre.

### Leyenda del Tuerto de Pirón
El Tuerto de Pirón era un bandolero nacido en la localidad vecina de Santo Domingo de Pirón. Fernando Delgado Sanz, apodado el Tuerto de Pirón, robaba a los ricos, asaltaba iglesias y caminos, Fresneda de Cuéllar en el entorno del río Pirón fue uno de los lugares donde más actuó, robando por ejemplo en su iglesia.